# Pedicularis bracteosa
Pedicularis bracteosa är en snyltrotsväxtart som beskrevs av George Bentham. Pedicularis bracteosa ingår i släktet spiror, och familjen snyltrotsväxter.

## Underarter
Arten delas in i följande underarter:
- P. b. atrosanguinea
- P. b. canbyi
- P. b. flavida
- P. b. latifolia
- P. b. pachyrhiza
- P. b. paysoniana
- P. b. siifolia

## Bildgalleri

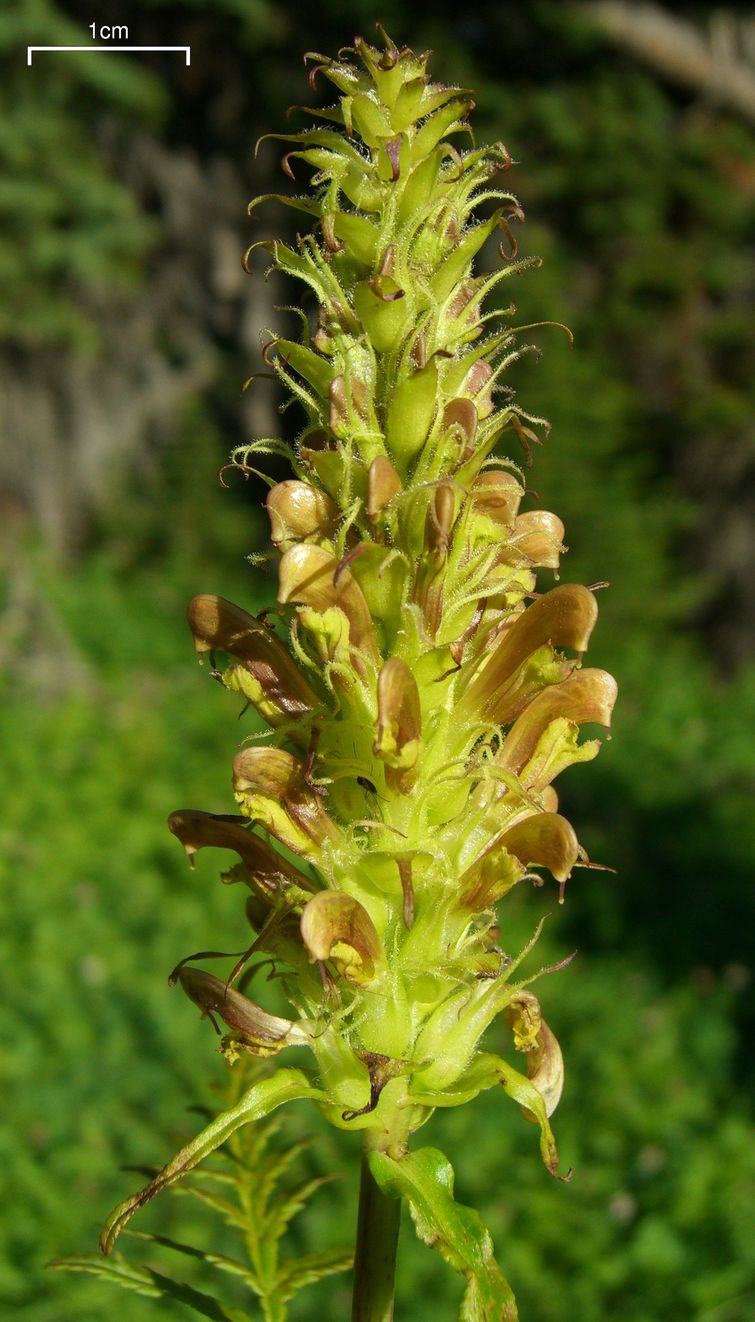
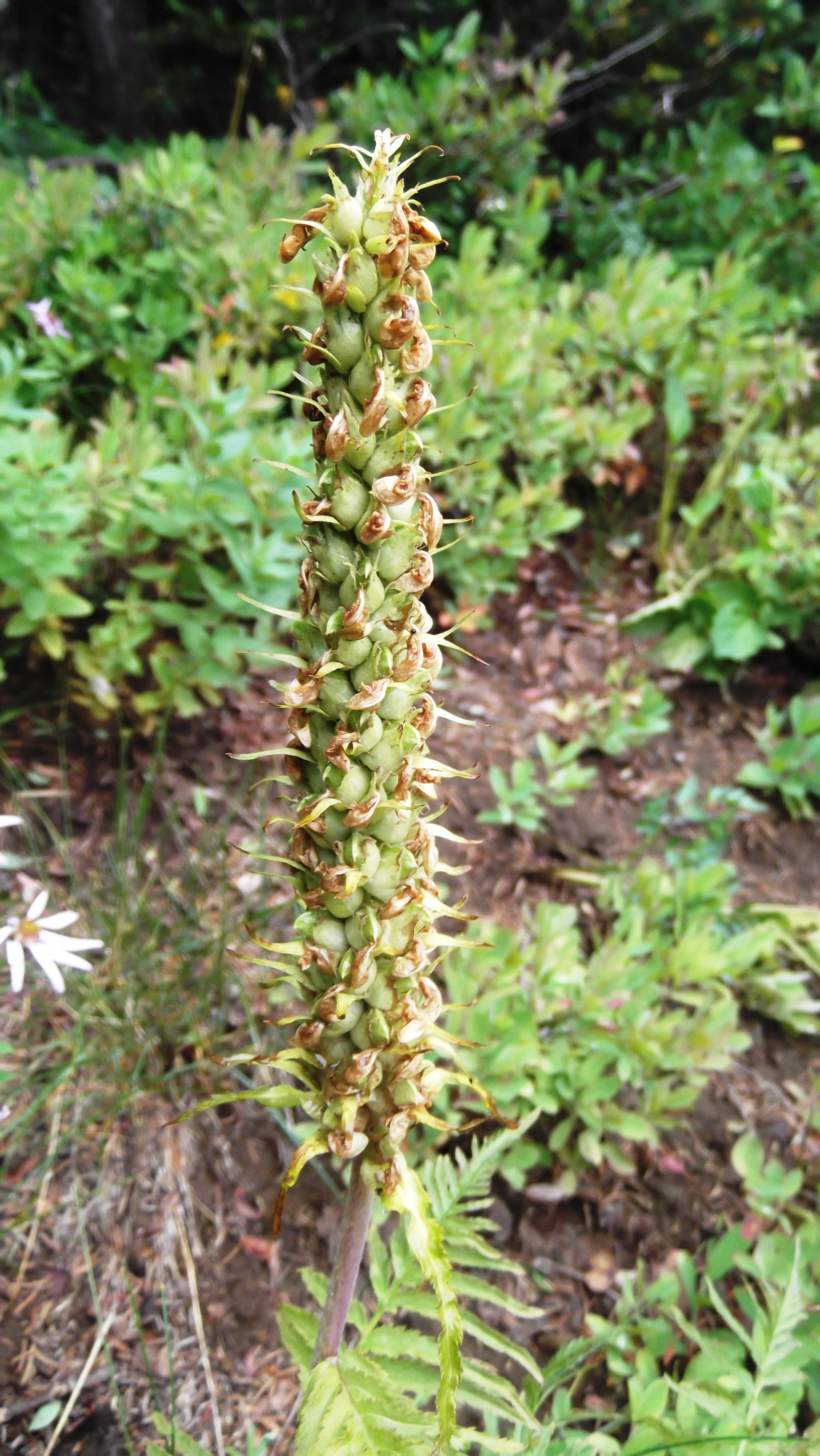
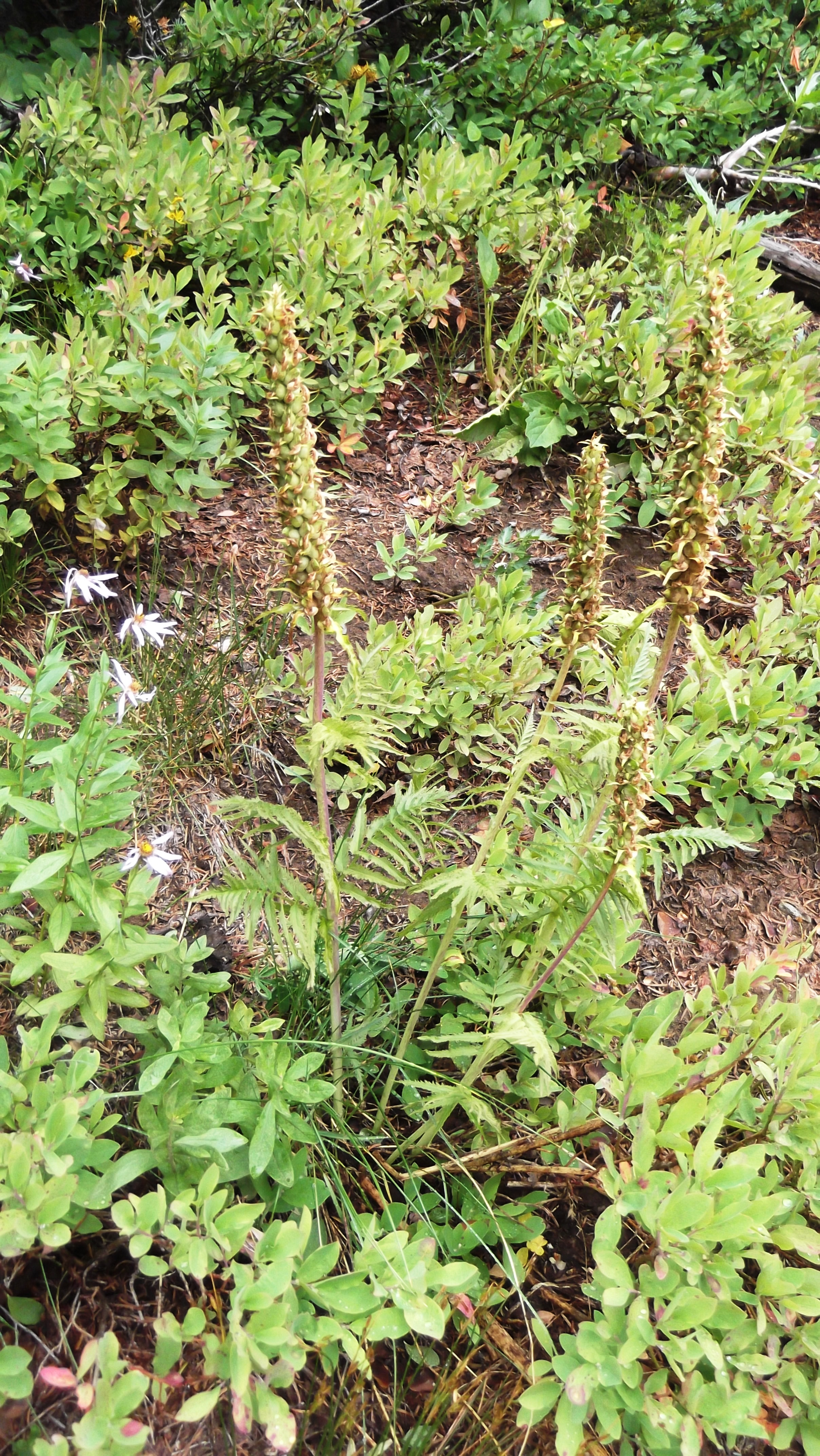
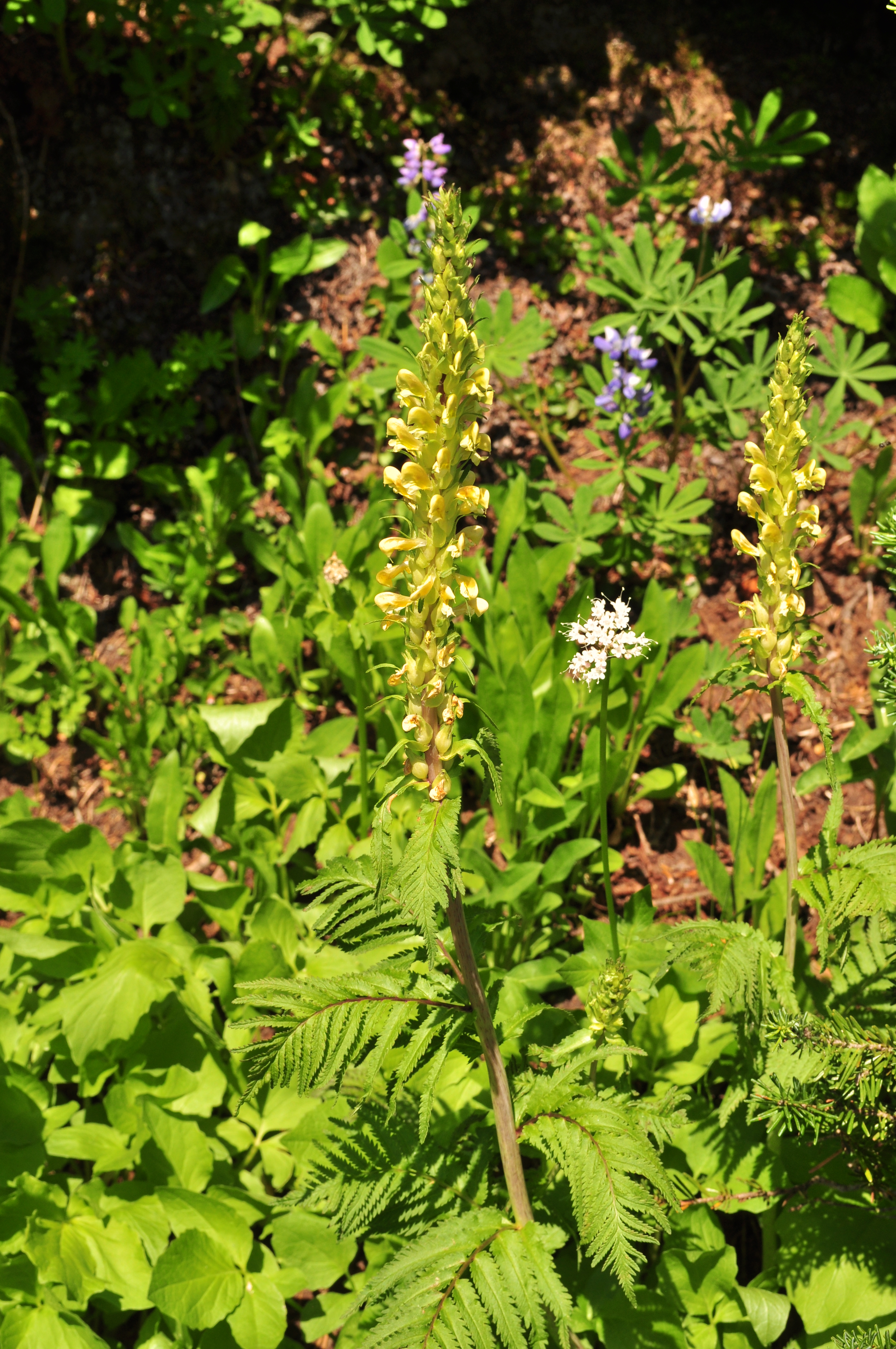
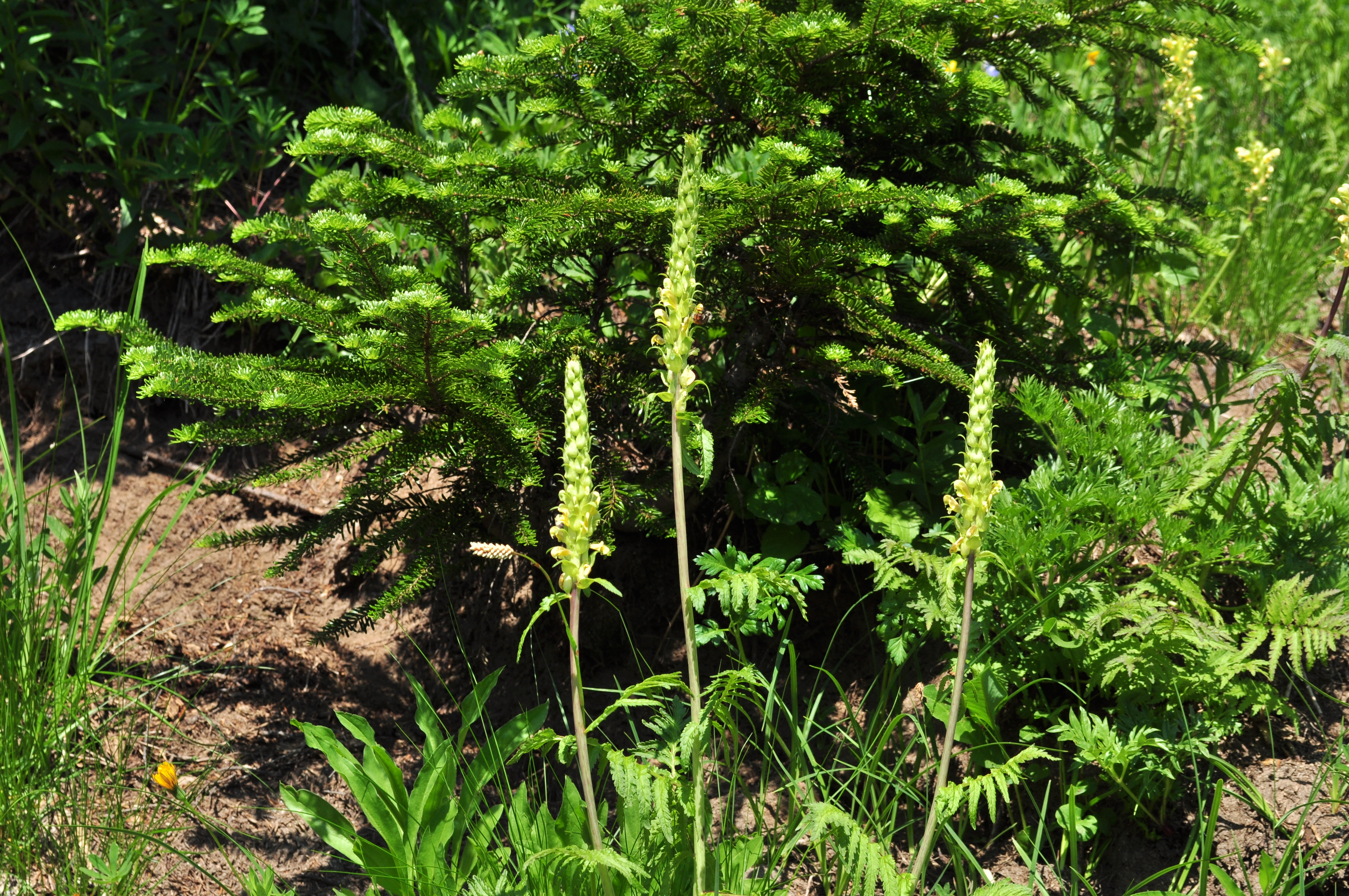
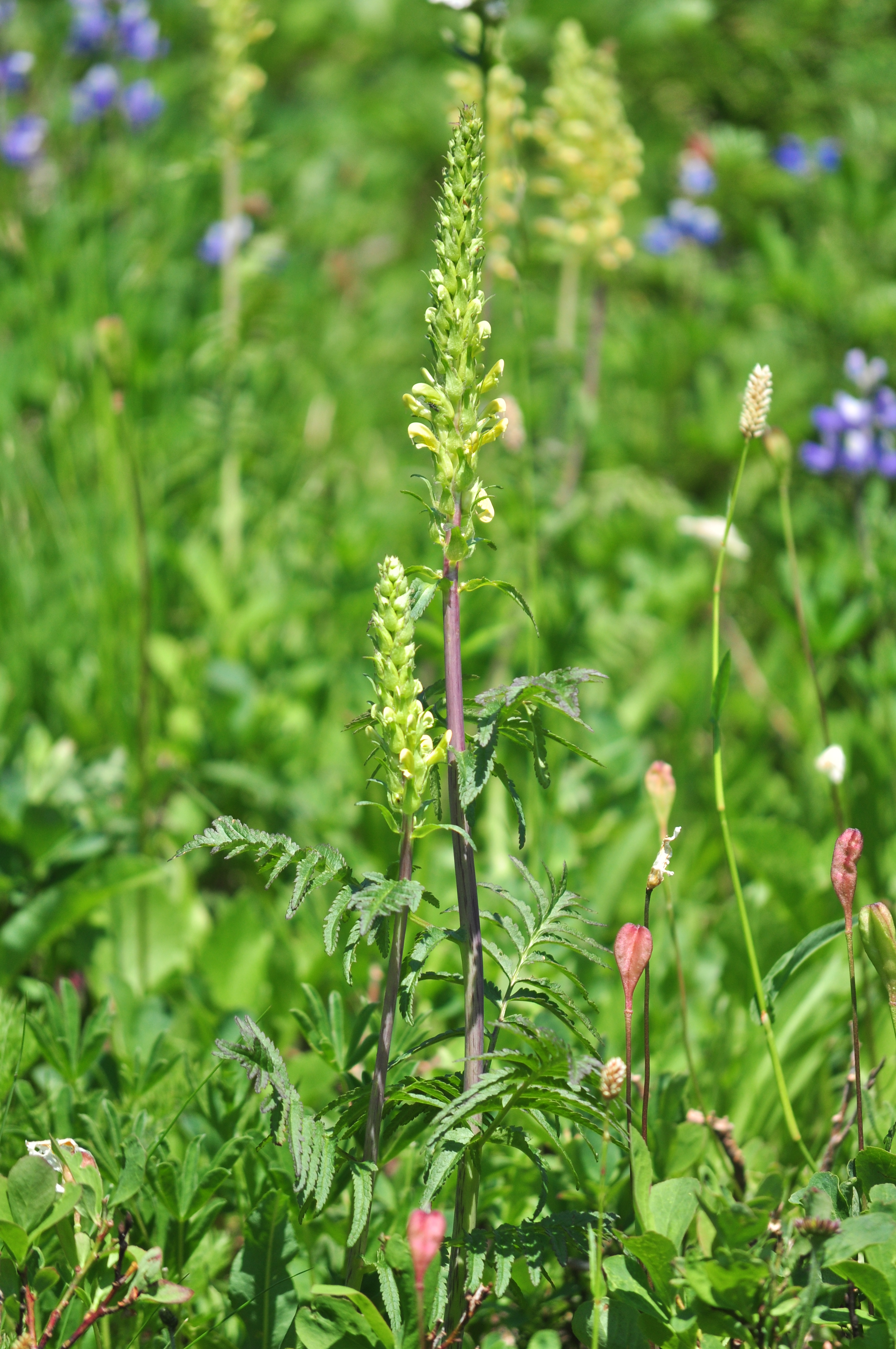